# Utrecht Dominators 2019
Questa voce raccoglie le informazioni riguardanti gli Utrecht Dominators nelle competizioni ufficiali della stagione 2019.

## Maschile

### Eredivisie 2019

#### Stagione regolare
| Utrecht 24 febbraio 2019, ore 14:00 2ª giornata | Utrecht Dominators | 12 – 48 referto | Hilversum Hurricanes | Sportpark Overdreecht Noord |

| Lelystad 3 marzo 2019, ore 14:00 3ª giornata | Lelystad Commanders | 40 – 0 (a tavolino) referto | Utrecht Dominators | Sportvereniging Batavia 90 |

| Groninga 17 marzo 2019, ore 14:00 5ª giornata | Groningen Giants | 44 – 13 referto | Utrecht Dominators | Sportpark Corpus den Hoorn |

| Leida 31 marzo 2019, ore 14:00 6ª giornata | Lightning Leiden | 20 – 7 referto | Utrecht Dominators | Lightning Field |

| Utrecht 14 aprile 2019, ore 14:00 7ª giornata | Utrecht Dominators | 20 – 21 referto | Lightning Leiden | Sportpark Overdreecht Noord |

| Almere 21 aprile 2019, ore 14:00 8ª giornata | Flevo Phantoms | 35 – 9 referto | Utrecht Dominators | Sportpark de Marken |

| Arnhem 5 maggio 2019, ore 14:00 9ª giornata | Arnhem Falcons | 26 – 13 referto | Utrecht Dominators | Sportpark Cranevelt |

| Utrecht 19 maggio 2019, ore 14:00 11ª giornata | Utrecht Dominators | 6 – 80 referto | Amsterdam Crusaders | Sportpark Overdreecht Noord |

| Utrecht 2 giugno 2019, ore 14:00 13ª giornata | Utrecht Dominators | 0 – 54 referto | Lelystad Commanders | Sportpark Overdreecht Noord |

| Utrecht 16 giugno 2019, ore 14:00 14ª giornata | Utrecht Dominators | 12 – 21 referto | Groningen Giants | Sportpark Overdreecht Noord |

### Statistiche di squadra
| Competizione      | %Vittorie | In casa | In casa | In casa | In casa | In casa | In casa | In trasferta | In trasferta | In trasferta | In trasferta | In trasferta | In trasferta | Totale | Totale | Totale | Totale | Totale | Totale |
| Competizione      | %Vittorie | G       | V       | N       | P       | Pf      | Ps      | G            | V            | N            | P            | Pf           | Ps           | G      | V      | N      | P      | Pf     | Ps     |
| ----------------- | --------- | ------- | ------- | ------- | ------- | ------- | ------- | ------------ | ------------ | ------------ | ------------ | ------------ | ------------ | ------ | ------ | ------ | ------ | ------ | ------ |
| Stagione regolare | .000      | 5       | 0       | 0       | 5       | 50      | 224     | 5            | 0            | 0            | 5            | 42           | 165          | 10     | 0      | 0      | 10     | 92     | 389    |
| Totale            | .000      | 5       | 0       | 0       | 5       | 50      | 224     | 5            | 0            | 0            | 5            | 42           | 165          | 10     | 0      | 0      | 10     | 92     | 389    |

## Femminile

### Queen's Football League 2019
| Rotterdam 15 dicembre 2019, ore 13:30 | Rotterdam Ravens | 32 – 8 | 0'30 Wolverines |  |

### Statistiche di squadra
| Competizione | %Vittorie | In casa | In casa | In casa | In casa | In casa | In casa | In trasferta | In trasferta | In trasferta | In trasferta | In trasferta | In trasferta | Totale | Totale | Totale | Totale | Totale | Totale |
| Competizione | %Vittorie | G       | V       | N       | P       | Pf      | Ps      | G            | V            | N            | P            | Pf           | Ps           | G      | V      | N      | P      | Pf     | Ps     |
| ------------ | --------- | ------- | ------- | ------- | ------- | ------- | ------- | ------------ | ------------ | ------------ | ------------ | ------------ | ------------ | ------ | ------ | ------ | ------ | ------ | ------ |
| QFL          | .000      | 0       | 0       | 0       | 0       | 0       | 0       | 1            | 0            | 0            | 1            | 8            | 32           | 1      | 0      | 0      | 1      | 8      | 32     |
| Totale       | .000      | 0       | 0       | 0       | 0       | 0       | 0       | 1            | 0            | 0            | 1            | 8            | 32           | 1      | 0      | 0      | 1      | 8      | 32     |